# شخصية فصامية
الشخصية شبه  الفصامية (بالإنجليزية:Schizoid personality disorder)، وتتميز بالانطواء، وعدم وجود الرغبة في العلاقات الشخصية مع الناس. وتتميز هذه الشخصية بالانطوائية والعزلة والانفصال عن الواقع وعدم الرغبة في العلاقات الحميمة، والميل إلى الأنشطة والهوايات الفردية , لا يتأثر صاحبها عادة بنقد الآخرين كما يتصف ببرودة المشاعر والانفعالات.
و نظراً إلى سمة العزلة الأساسية في هذه الشخصية لذا فإن أصحابها لهم أساليبهم التفكيرية الخاصة، لأنهم يستمدون أفكارهم مما يقرؤونه ومما تميله آراؤهم أكثر من تواصلهم مع الآخرين لأن البنية النفسية لديهم لا ترغب في الاختلاط بل تستمتع بالوحدة.